# Colletes spilopterus
Colletes spilopterus är en biart som beskrevs av Cockerell 1917. Colletes spilopterus ingår i släktet sidenbin, och familjen korttungebin. Inga underarter finns listade i Catalogue of Life.